# Шлиссельбургский комитет
Шлиссельбургский комитет (полн. назв.— Комитет помощи освобождённым узникам Шлиссельбургской крепости) — общественная благотворительная организация в Российской империи, созданная для оказания материальной и финансовой помощи бывшим политическим узникам Шлиссельбургской крепости.

## Организация
Организована бывшим народовольцем и общественным деятелем П. Ф. Якубовичем по предложению В. Н. Фигнер в 1905 году.
В задачи организации входило материальная помощь бывшим узникам Шлиссельбургской крепости и изучение истории Шлиссельбургской крепости, как тюрьмы.
Финансы организации формировались за счёт добровольных пожертвований частных лиц (например, сам Якубович внёс 1000 руб.).
Организация существовала c осени 1905 до 1918 года. Комитет находился в Санкт-Петербурге (Петрограде), имелось московское отделение и отделения в ряде губернских городов.
Председатель комитета — В. И. Семевский

Секретарь комитета — А. С. Пругавин

Казначей комитета — М. П. Сажин
Активно участвовали в организации М. В. Ватсон, Н. Ф. Анненский, А. И. Корнилова, деятели близкие к журналу «Русское Богатство».

## Результаты исследований организации
- 1-й том «Галереи Шлиссельбургских узников», Спб, 1907 г.

## Воспоминания современников
В. Н. Фигнер:

… когда в 1905 году по октябрьскому манифесту мои товарищи были освобождены, «Шлиссельбургский комитет» оказал им всевозможные услуги: известил родных, у кого они были, и помог этим родным во всевозможных хлопотах об освобожденных узниках; обул, одел их с ног до головы. А когда все они разместились по местам, то вплоть до 1918 года снабжал деньгами тех, которые не имели заработка или поддержки родных.